# Шухеи Терада
Шухеи Терада (на японски: 寺田 周平) е японски футболист.

## Национален отбор
Записал е и 6 мача за националния отбор на Япония.
| Япония | Япония | Япония |
| Година | Мачове | Голове |
| ------ | ------ | ------ |
| 2008   | 4      | 0      |
| 2009   | 2      | 0      |
| Общо   | 6      | 0      |